# Canéjan
Canéjan é uma comuna francesa na região administrativa da Nova Aquitânia, no departamento da Gironda. Estende-se por uma área de 12 km². Em 2010 a comuna tinha 5 930 habitantes (densidade: 494,2 hab./km²).